# WTA-toernooi van The Bronx
Het WTA-toernooi van The Bronx is een jaarlijks terugkerend tennistoernooi voor vrouwen dat wordt georganiseerd in The Bronx, een wijk van de Amerikaanse stad New York. De officiële naam van het toernooi is Bronx Open.
De WTA organiseert het toernooi, dat in de categorie "International" valt en wordt gespeeld op de hardcourtbanen van het Cary Leeds Center, in het Crotona Park.
Het toernooi werd in 2019 voor het eerst gehouden.

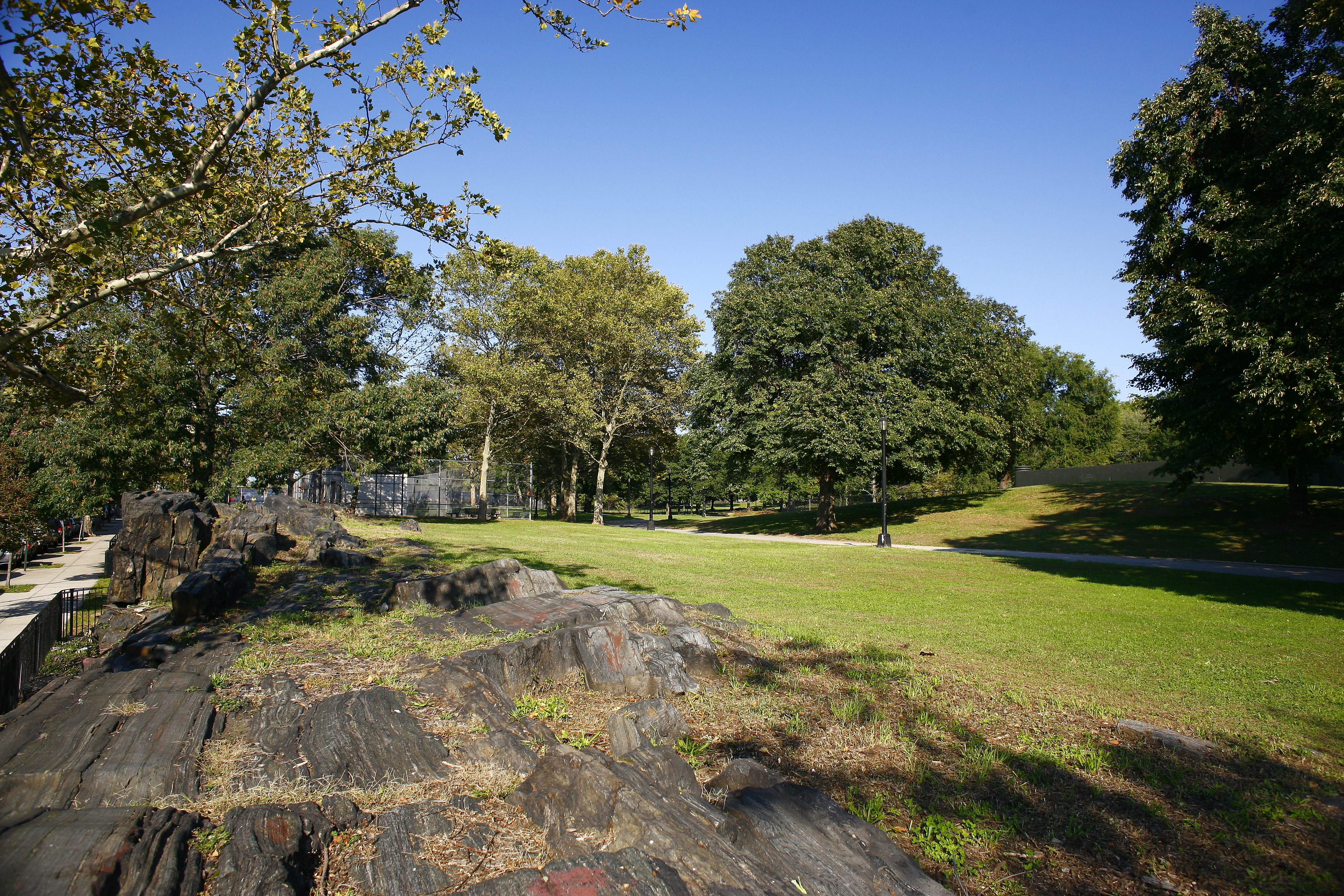
Crotona Park

## Finales

### Enkelspel
| Datum      | Naam       | Cat.          | ($)     | Ondergrond        | Winnares      | Verliezend finaliste | Uitslag       |         |
| ---------- | ---------- | ------------- | ------- | ----------------- | ------------- | -------------------- | ------------- | ------- |
| 2019-08-18 | Bronx Open | International | 250.000 | hardcourt, buiten | Magda Linette | Camila Giorgi        | 5-7, 7-5, 6-4 | details |

### Dubbelspel
| Datum      | Naam       | Cat.          | ($)     | Ondergrond        | Winnaressen                              | Verliezend finalistes                | Uitslag          |         |
| ---------- | ---------- | ------------- | ------- | ----------------- | ---------------------------------------- | ------------------------------------ | ---------------- | ------- |
| 2019-08-18 | Bronx Open | International | 250.000 | hardcourt, buiten | Darija Jurak María José Martínez Sánchez | Margarita Gasparjan Monica Niculescu | 7-5, 2-6, [10-7] | details |